# Вико Канавезе
Вѝко Канавѐзе (на италиански: Vico Canavese; на пиемонтски: Vi Canaveis, Ви Канавейз) е село в Северна Италия, Метрополен град Торино, регион Пиемонт. Разположено е на 738 m надморска височина. От 1 януари е част и център на новосъздадената община Валкиуза. Населението на общината е 831 души (към 31 декември 2018 г.).